# Playa (singolo)
Playa è un singolo della cantante italiana Baby K, pubblicato il 31 maggio 2019 come primo estratto dal quarto album in studio Donna sulla Luna.

## Video musicale
Il 13 giugno 2019 è stato pubblicato un lyric video del brano sul canale YouTube della cantante.
Il video, girato a Cuba, è stato invece pubblicato il 19 giugno successivo.

## Tracce
Testi di Claudia Nahum, Davide Petrella e Federica Abbate, musiche di Stefano Tognini.
1. Playa – 3:13

## Classifiche

### Classifiche settimanali
| Classifica (2019) | Posizione massima |
| ----------------- | ----------------- |
| Italia            | 9                 |

### Classifiche di fine anno
| Classifica (2019) | Posizione |
| ----------------- | --------- |
| Italia            | 31        |